# Vetésforgó

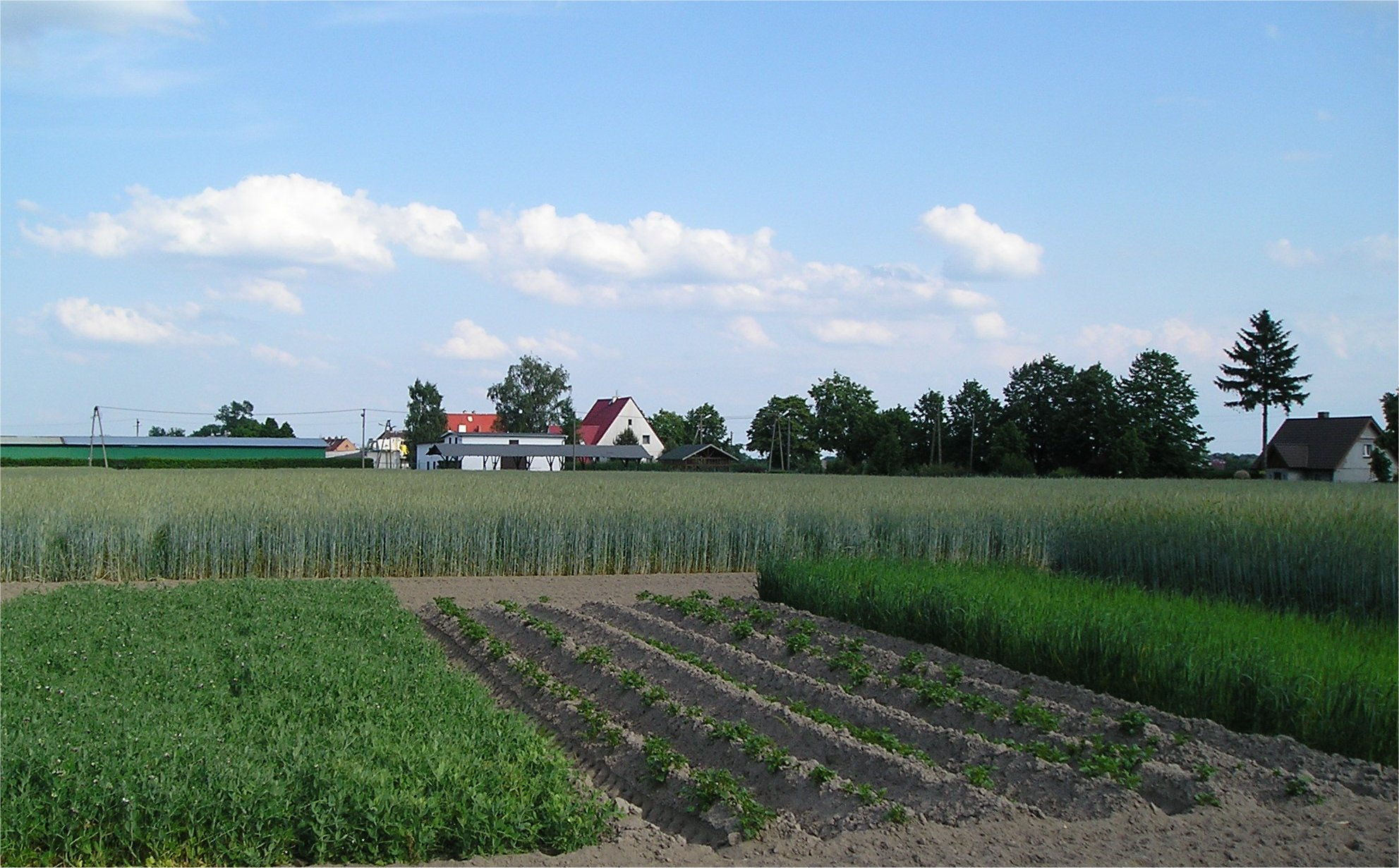
A vetésforgó sorrendje: burgonya, zab, borsó, rozs

A vetésforgó (forgó, forda, calculatura, rotatio, turnus) évekre előre megállapított vetőterv, mely a szántóföldön termelt növények sorrendjét, ahogy évről évre egymás után következzenek, meghatározza.  
A vetésforgó egyúttal a követett gazdálkodási mód vagy üzemrendszernek legjellemzőbb kifejezője, habár magában véve nem üzemrendszer.
Minthogy a helyesen végrehajtott vetésforgó a gazdaság kezelését nagyon megkönnyíti s azonkívül a termésekre, valamint a jövedelmi eredményekre, nemkülönben a munkák megoszlására nagyon lényegesen befolyik: gazdaságok berendezésénél a vetésforgó okszerű megállapítására kiváló gond fordítandó. Első feltétel, hogy a forgóba csak oly növények vétessenek föl, melyektől az adott viszonyok közt a legbiztosabb termés s a legnagyobb jövedelem remélhető, hogy továbbá ezen növények sorrendje úgy állapíttassék meg, hogy minden növény oly növényre következzék, mely a földet megfelelő fizikai állapotban és trágyaerőben visszahagyja s mely után a talaj a következő növény alá kellőképpen elkészíthető. Figyelemmel kell továbbá arra is lenni, hogy sem a fogatos, sem a kézi munkák nagyon össze ne torlódjanak. Ezen elveknek eleget teszünk, ha az őszi gabonaféléket vagy ugarba vetjük, vagy korán letakarítható ipari s takarmánynövények (repce, gomborka, zabos bükköny, lóhere stb.) után, a tavaszi gabonaféléket pedig csak későbben letakarítható növények (tengeri, burgonya, répa, csalamádé stb.) után követtetjük. Fontos továbbá, hogy a trágyázást a forgóba megfelelő helyen beillesztjük, mi tekintetben szabály, hogy az istállótrágyát részben az évi takarmánynövényekhez (zabos bükköny, csalamádé, muhar stb.), részben a kapás és ipari növényekhez adjuk. Ez által elérjük azt, hogy a gabona rendszerint a trágyázás utáni második évben jut a földbe s hogy az alkalmazott trágya legjobban fog értékesülni, amire a jelen viszonyok kiváló súly helyezendő. Ezeket az elveket p. a következő Vetésforgónál látjuk megvalósítva: 1. répa v. tengeri; 2. árpa lóherével; 3. lóhere kétszer kaszálva; 4. lóhere egyszer kaszálva és fél ugar; 5. repce; 6. búza; 7. zabos bükköny; 8. búza. A vetésforgóba felveendő növények száma és területi aránya szerint a forgók különbözően alakulhatnak. Léteznek kettes, hármas, négyes stb., sőt húszas forgók, mely utóbbinál a forgóhoz tartozó szakaszok v. táblák száma 20, de nem célszerű ilyen sok szakaszra vagy évre terjedő forgókat alkalmazni, mert az áttekintést megnehezíti. A szokásos forgók többnyire csak 4-12 évre terjednek. Egy-egy gazdaságban pedig a gazdaság kiterjedéséhez és a talajviszonyokhoz mérten, vagy csak egy vetésforgó több forgó szerint gazdálkodnak. Közeli és jó földeken más vetésforgót kell alkalmazni, mint távoli v. rossz földeken.
V. ö. Hensch Á., Jószágberendezés- és kezeléstan (1895). Vetőterv növények sorrendjét határozza meg. 